# Nagasawa Kazuaki
Nagasawa Kazuaki (sinh ngày 4 tháng 2 năm 1958) là một cầu thủ bóng đá người Nhật Bản.

## Đội tuyển bóng đá quốc gia Nhật Bản
Nagasawa Kazuaki thi đấu cho đội tuyển bóng đá quốc gia Nhật Bản từ năm 1978 đến 1985.

## Thống kê sự nghiệp
| Đội tuyển bóng đá Nhật Bản | Đội tuyển bóng đá Nhật Bản | Đội tuyển bóng đá Nhật Bản |
| Năm                        | Trận                       | Bàn                        |
| -------------------------- | -------------------------- | -------------------------- |
| 1978                       | 6                          | 0                          |
| 1979                       | 0                          | 0                          |
| 1980                       | 0                          | 0                          |
| 1981                       | 0                          | 0                          |
| 1982                       | 0                          | 0                          |
| 1983                       | 0                          | 0                          |
| 1984                       | 0                          | 0                          |
| 1985                       | 3                          | 0                          |
| Tổng cộng                  | 9                          | 0                          |